# Zyklon B

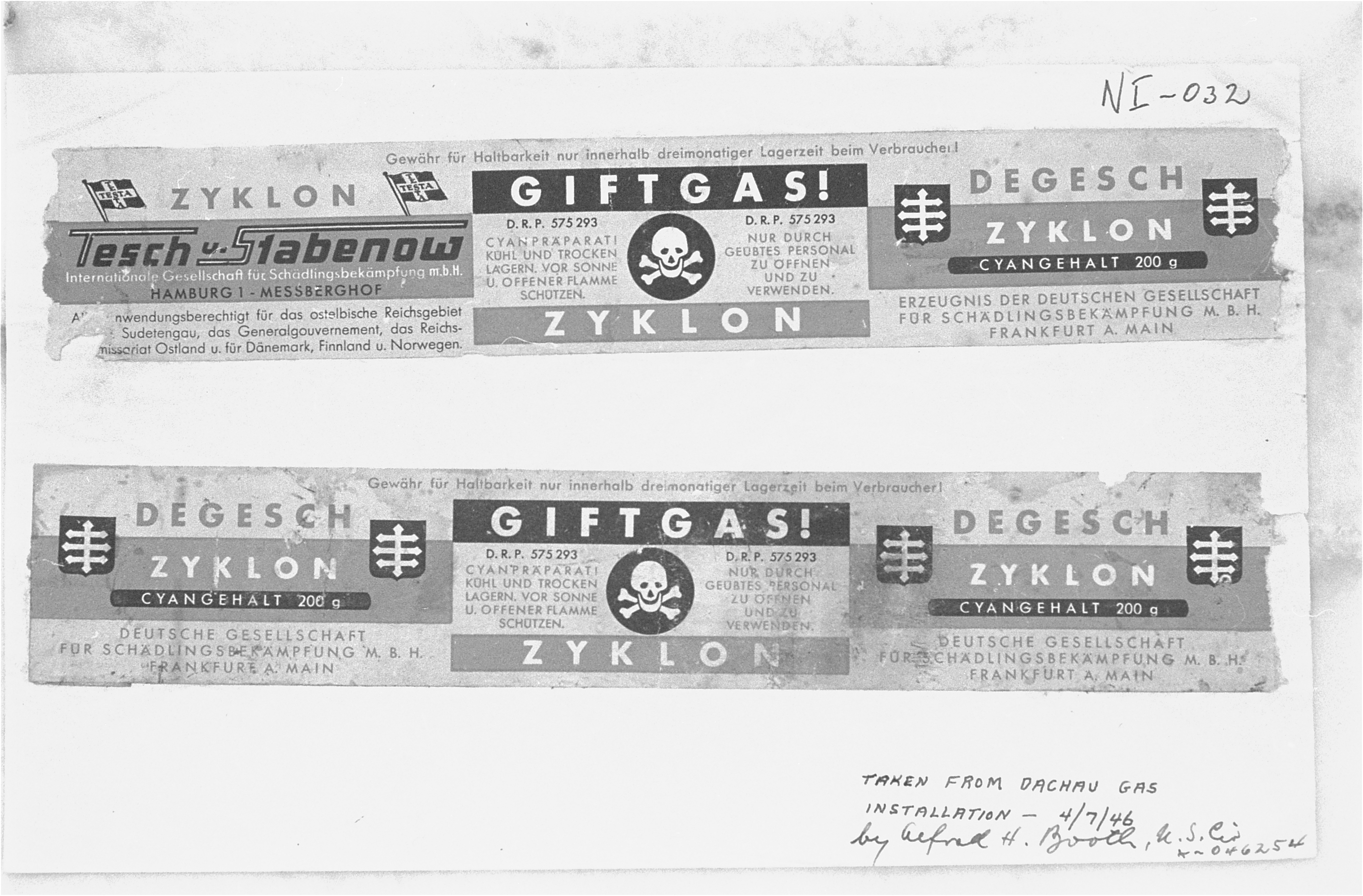
Rótulos de latas de Zyklon B do campo de concentração de Dachau.

Zyklon B era a marca registrada de um pesticida a base de ácido cianídrico e nitrogênio. Seu nome deriva dos substantivos alemães dos ingredientes principais e a letra B uma de suas diferentes concentrações. Este composto foi escolhido por proporcionar, com eficiência, uma morte rápida. O produto é conhecido por seu uso pela Alemanha nazista durante o Holocausto para assassinar aproximadamente 1,1 milhão de pessoas em câmaras de gás instaladas em Auschwitz-Birkenau, Majdanek e outros campos de extermínio.

## História

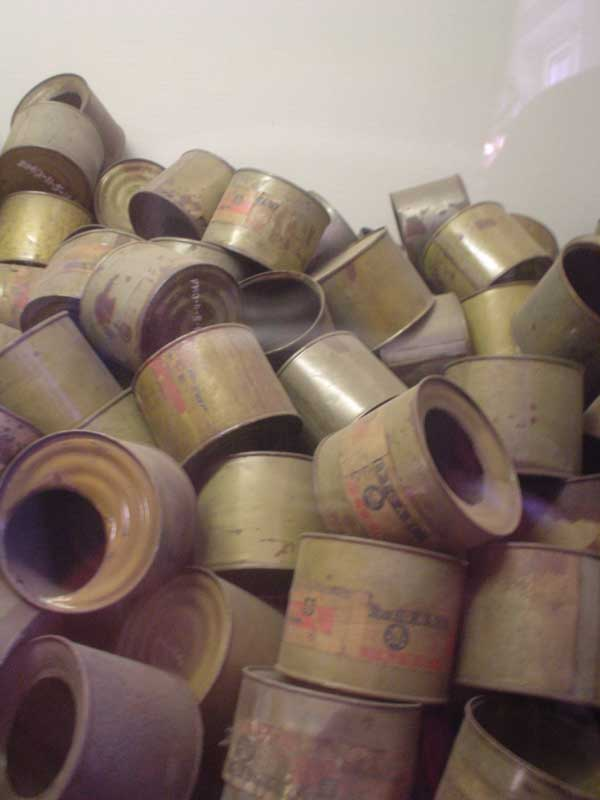
Latas vazias encontradas pelos aliados ao fim da Segunda Guerra Mundial

O Zyklon B foi desenvolvido em 1924 como um inseticida na Deutsche Gesellschaft für Schädlingsbekämpfung mbH (Degesch). Por ser inodoro, o produto era comercializado, por motivos de segurança, com um odorizador (um éster do ácido bromoacético), semelhante o que acontece ao "gás de cozinha".
Nos campos de concentração, Zyklon B foi inicialmente usado para desinfestar piolhos e evitar o tifo. O Zyklon B era fornecido pelas companhias alemãs Degesch (Deutsche Gesellschaft für Schädlingsbekämpfung mbH) e Tesch (Tesch und Stabenow, Internationale Gesellschaft für Schädlingsbekämpfung m.b.H.), sob licença do detentor da patente, a firma IG Farben. Posteriormente sendo utilizado nas câmaras de gás em diversos campos de concentração na Europa, com o único objetivo de exterminar em massa judeus e outros inimigos da Alemanha Nazista.
Na França, o grupo Ugine também produziu massivamente o Zyklon B na sua fábrica de Villers-Saint-Sépulcre (Oise).
O uso da palavra Zyklon (alemão para ciclone) continua a suscitar vivas reações de grupos judeus. Em 1998 a Siemens e em 2002 a Bosch Siemens Hausgeräte e Umbro foram forçadas a recuar nas tentativas de usar ou registrar a marca para seus produtos.

## Toxicologia

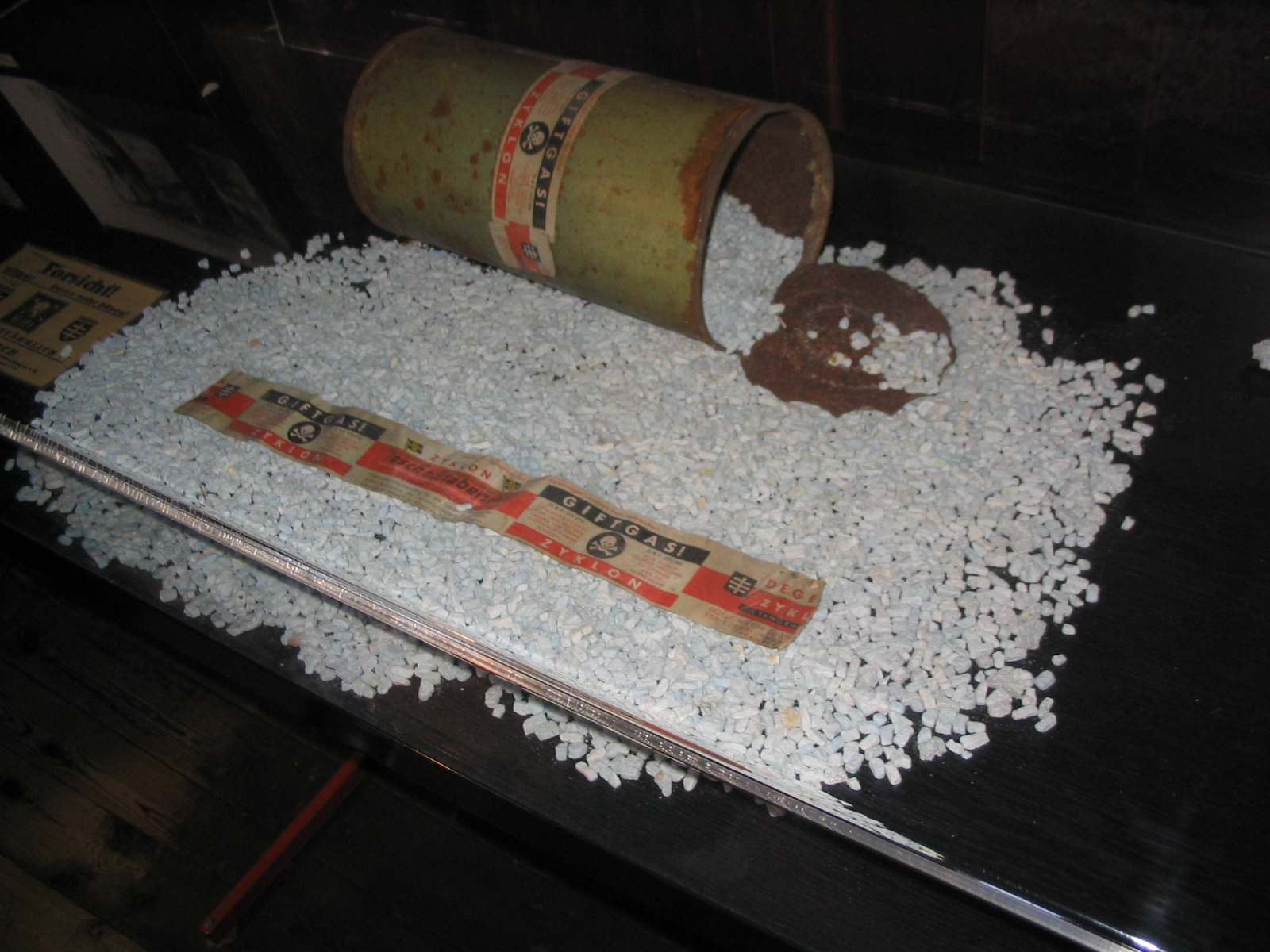
Aspecto físico do Zyklon B

Os principais compostos do produto eram ácido cianídrico, cloro e nitrogênio. Ácido cianídrico é um forte veneno para os animais superiores incluindo, assim, o homem. A DL50 corresponde a 1 mg/kg e é um líquido muito volátil, que ferve aos 25.6 °C. Sua meia-vida é de 20 a 60 min. Possui forte odor de amêndoas amargas. O HCN é empregado absorvido em substâncias inertes, no caso do Zyklon B em sólidos e no Zyklon A em líquidos.
É absorvido principalmente pela via inalatória. As reações do gás no organismo, na intoxicação aguda correspondem a midríase, convulsão, rigidez muscular e paralisia respiratória.